# Wenn du mich vergisst
Wenn du mich vergisst ist ein Lied des deutschen Popsängers Mark Forster, in Zusammenarbeit mit dem deutschen Rapper Kontra K. Das Stück ist die erste Singleauskopplung aus Forsters sechstem Studioalbum Supervision.

## Entstehung und Artwork
Wenn du mich vergisst wurde von den beiden Interpreten Mark Forster (Mark Cwiertnia) und Kontra K (Maximilian Diehn), zusammen mit den Koautoren Maximilian Grimmer (Maxe) und Daniel Nitt, geschrieben. Während Forster und Nitt auch für die Produktion verantwortlich zeichneten, war Maxe zudem für die Aufnahme zuständig. Das Mastering erfolgte unter der Leitung des Schweden Björn Engelmann. Abgemischt wurde das Lied von dem bei den Hansa Studios tätigen Schweden Michael Ilbert.
Auf dem Frontcover der Single ist – neben dem Liedtitel – ein Pappaufsteller von Forster zu sehen. Dieser steht in einem Einzelhandelsgeschäft und ist eine Werbeaktion des vorherigen Studioalbums Musketiere aus dem Jahr 2021.

## Veröffentlichung und Promotion
Die Erstveröffentlichung von Wenn du mich vergisst erfolgte als Single am 23. Juni 2023. Diese erschien als digitaler Einzeltrack zum Download und Streaming durch das Musiklabel Four Music. Für den Vertrieb war Sony Music zuständig, verlegt wurde das Lied durch Edition Future Is Yours, den Larrabeat Publishing Musikverlag und Letzte Wölfe. Am 20. Oktober 2023 erschien das Lied als Teil von Forsters sechstem Studioalbum Supervision, dessen erste Singleauskopplung es ist.
Erstmals angekündigt hat Forster die Singleauskopplung und Zusammenarbeit mit Kontra K zwei Tage vor der Veröffentlichung am 21. Juni 2023 über Instagram.

## Inhalt
| „Auch wеnn du mich vergisst, wird sich nie ändern, was du für mich bist. Irgendwann gibt’s kein Zurück, da sind 40.000 km für dich. Ich werd’ dich an alles erinnern. Ich werd’ dich an alles erinnern, auch wenn du mich vergisst. Es wird immer bleiben, was du für mich bist.“ – Refrain, Originalauszug | Der Liedtext zu Wenn du mich vergisst ist in deutscher Sprache verfasst. Geschrieben und komponiert wurde das Stück gemeinsam von Mark Forster, Kontra K, Maxe und Daniel Nitt. Musikalisch bewegt sich das Lied im Bereich der Popmusik, stilistisch im Synthiepop und des Raps. Das Tempo beträgt 130 Schläge pro Minute. Die Tonart ist f-Moll. Inhaltlich geht es in dem Lied darum, dass man seinen Partner, egal wie es mit der Beziehung weiter gehe, immer im Herzen behalten werde („Auch wеnn du mich vergisst, wird sich nie ändern, was du für mich bist“). Aufgebaut ist das Lied auf zwei Strophen, einem Refrain und einem Outro. Es beginnt mit der ersten Strophe, die als Achtzeiler verfasst ist und durch Mark Forster interpretiert wird. An diese schließt sich erstmals der Refrain an, der sich ebenfalls aus acht Zeilen zusammensetzt und alleine von Forster gesungen wird. Der gleiche Aufbau wiederholt sich mit der zweiten Strophe, allerdings besteht diese aus 14 Zeilen und wird von Kontra K gerappt. Nach dem zweiten Refrain endet das Lied mit dem Outro, das lediglich aus der von Forster gesungen Zeile „Ich werd’ dich erinnern, wenn du das vergisst“ besteht. |

## Musikvideo
Das Musikvideo zu Wenn du mich vergisst wurde am 20. Juni 2023 in Hamburg gedreht und feierte seine Premiere am 23. Juni 2023 auf YouTube. Es zeigt verschiedene Personen und Personengruppen, die im Alltag plötzlich stillstehen, während das Leben um sie herum weitergeht. Die Szenen sind unter anderem bei einer Geburtstagsfeier, beim Friseurbesuch, bei einem Restaurantbesuch, bei der Hochzeit, beim Krankenhausbesuch, in der Tabledance-Bar „Blue Night“ auf der Reeperbahn, bei einer Geburt, einer Kissenschlacht oder einer Verabschiedung. Zwischendurch sind immer wieder separat Forster und Kontra K zu sehen, die das Lied vor einem weißen bzw. schwarzen Hintergrund singen.
Die Gesamtlänge des Videos beträgt 2:24 Minuten. Regie führte, wie schon bei diversen Mark-Forster-Videos, erneut Kim Frank. Während des Drehs kamen 25 Hauptdarsteller und 23 Komparsen zum Einsatz. Bis Juli 2023 zählte das Video über 800 Tausend Aufrufe auf YouTube.

## Mitwirkende
| Liedproduktion - Mark Cwiertnia (Mark Forster): Gesang, Komponist, Liedtexter, Musikproduzent - Maximilian Diehn (Kontra K): Komponist, Liedtexter, Rap - Björn Engelmann: Mastering - Maximilian Grimmer (Maxe): Komponist, Liedtexter, Tonmeister - Michael Ilbert: Abmischung - Daniel Nitt: Komponist, Liedtexter, Musikproduzent Unternehmen - Edition Future Is Yours: Verlag - Four Music: Musiklabel - Larrabeat Publishing Musikverlag: Verlag - Letzte Wölfe: Verlag - Sony Music: Vertrieb | Musikvideo (Auswahl) - Maike Albeck: Maskenbildner - Kim Frank: Filmeditor, Filmproduzent, Kameramann, Regisseur - Jan Philipp Grelich: Kameraassistent - Lars Francis Heinzelmann: Filmproduktionsleitung-Assistenz - Hanna Kohlhauer: Kostümbildner-Assistenz - Milan Paul: Oberbeleuchter - Mira Rosenmeier: Filmproduktionsleitung - Ulrike Schlüter: Kostümbildner - Mussa Secka: Beleuchter - Stephan Thompson: Beleuchter - Sandra Wessberg: Szenenbild |

## Rezeption

### Rezensionen
Die Redaktion von laut.de fasst den Entschluss, dass die Kollaboration alle Erwartungen erfüllen würde. Der Text sei überaus kitschig und so allgemeingültig, dass er sich wirklich auf alles und jeden beziehen lasse. Insgesamt sei das Stück mit synthetischem Pop-Beat und einem Mark-Forster-typischen Chor in der Hookline genau das furchtbare und seelenlose Machwerk, das man erwarte, wenn man diese beiden Namen in einem Satz lese.
Fabienne von Songtexte.com beschrieb Wenn du mich vergisst als ohrwurmtauglichen und fröhlichen Sommerhit.
Felix Goth von CTS Eventim bezeichnete die Kollaboration als eine Überraschung und ist der Meinung, dass Mark Forster und Kontra K wunderbar miteinander harmonieren würden.

### Charts und Chartplatzierungen
Wenn du mich vergisst stieg am 30. Juni 2023 auf Rang 16 der deutschen Singlecharts ein, was zugleich die beste Platzierung darstellte. Die Single konnte sich neun Wochen in den Top 100 platzieren, letztmals am 25. August 2023. Darüber hinaus erreichte das Lied Rang elf der deutschsprachigen Singlecharts, Rang 38 der New Entry Airplaycharts sowie Rang 85 der Airplaycharts. In Österreich platzierte sich das Lied eine Woche in den Charts und erreichte dabei Rang 37 am 4. Juli 2023.
Für Forster als Interpret ist dies, inklusive des Charterfolgs mit seinem Musikprojekt Eff, der 22. Charterfolg in Deutschland sowie der 15. in Österreich. In seiner Autorentätigkeit erreichte er hiermit zum 26. Mal die deutschen Singlecharts und zum ebenfalls 15. Mal die österreichischen Charts. Als Produzent ist es sein 25. Charthit in Deutschland sowie der 14. in Österreich. Kontra K, der an allen seinen Titel selbst mitschreibt, ist es der 66. Charthit in Deutschland sowie der 37. in Österreich. Für Maxe ist es in seiner Autorentätigkeit der 22. Charterfolg in Deutschland sowie der sechste in Österreich. Daniel Nitt erreichte in seiner Autorentätigkeit zum 17. Mal die deutschen Singlecharts und zum zwölften Mal die österreichischen Charts. In seiner Produzententätigkeit ist es sein 16. Charthit in Deutschland sowie der elfte in Österreich.